# Мяги, Вольдемар
Вольдемар Мяги (эст. Voldemar Mägi, 4 ноября 1914 — 18 февраля 1954) — эстонский борец греко-римского стиля, призёр чемпионата Европы.

## Биография
Родился в 1914 году в посёлке Лехтсе. В 1936 году принял участие в Олимпийских играх в Берлине, но стал там лишь 11-м. В 1937 году завоевал бронзовую медаль чемпионата Европы.
Во время Второй мировой войны в 1944 году бежал в Швецию, а оттуда эмигрировал в США.